# Torres de Pavía
Característica del centro histórico de Pavía es la presencia de torres nobles medievales que perviven en su trama urbana, a pesar de haber sido más numerosas, como lo demuestra la representación de la ciudad del siglo XVI pintada al fresco en la iglesia de San Teodoro. Fueron construidos en su mayoría entre los siglos XI y XIII, cuando la ciudad gibelina estaba en el apogeo de su florecimiento románico.

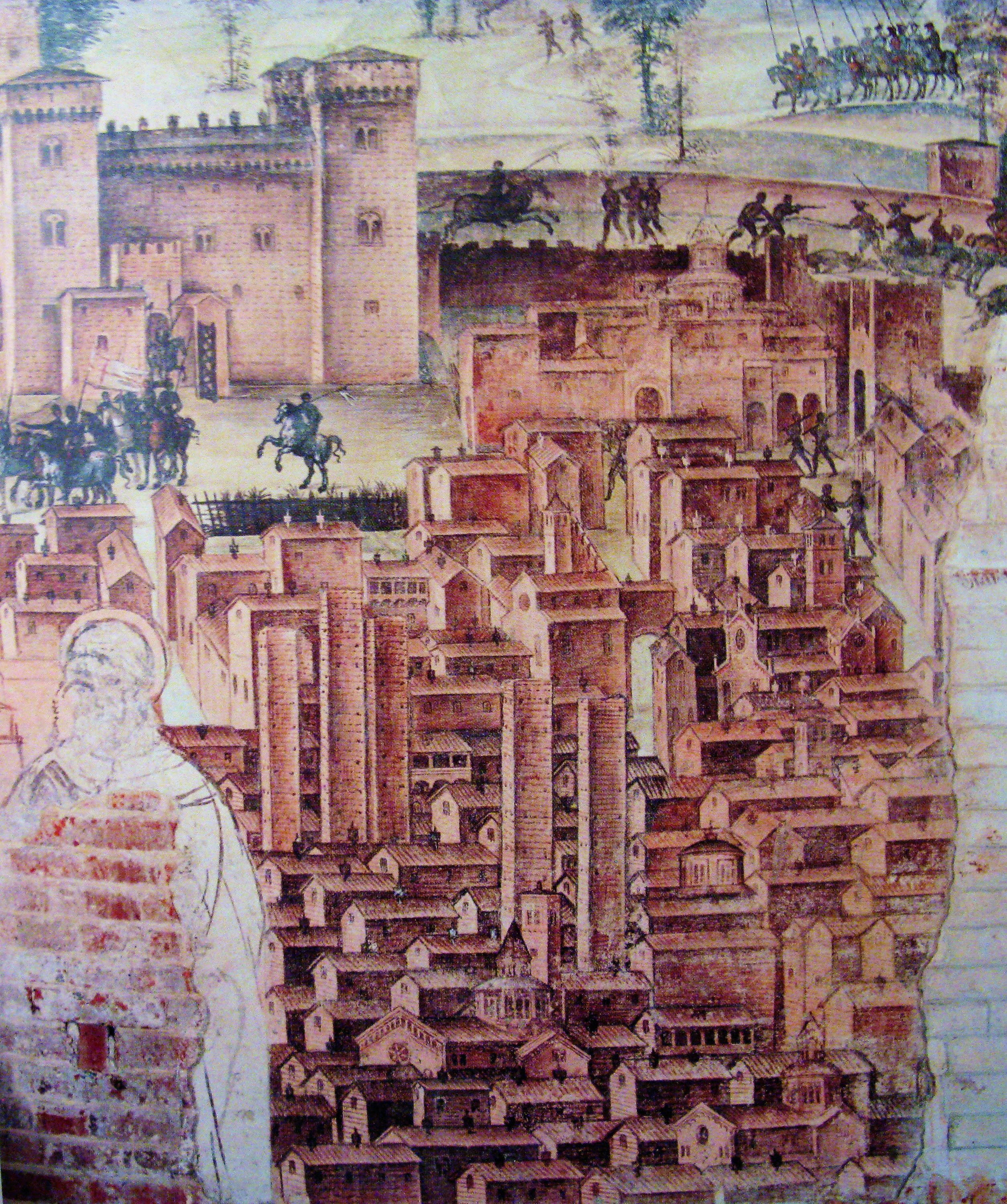
Iglesia de San Teodoro, vista de Pavía, detalle (hacia 1522) se pueden ver algunas de las numerosas torres aún presentes en la primera mitad del.

## Historia
Las primeras torres urbanas de Pavía están documentadas a partir del año 1018, también aquí como en gran parte del norte de Italia, mucho antes de la expansión de los castillos nobiliarios en el campo, lo que permite entender cómo la expansión de estos edificios no estuvo dictada por la urbanización de las clases aristocráticas del distrito en la ciudad, pero fueron una creación de la ciudad, influenciada por las residencias torreón del poder laico y eclesiástico, a su vez inspiradas en los palacios reales (como el Palacio Real de Pavía) de la época carolingia y otoniana . En Pavía, como en otras ciudades, las torres no se construyeron con fines defensivos, de hecho el tamaño y la altura las hacían inadecuadas para tales fines, pero para tareas representativas y propagandísticas, eran de hecho la expresión más directa de la grandeza y el poder de los distintos clanes familiares.

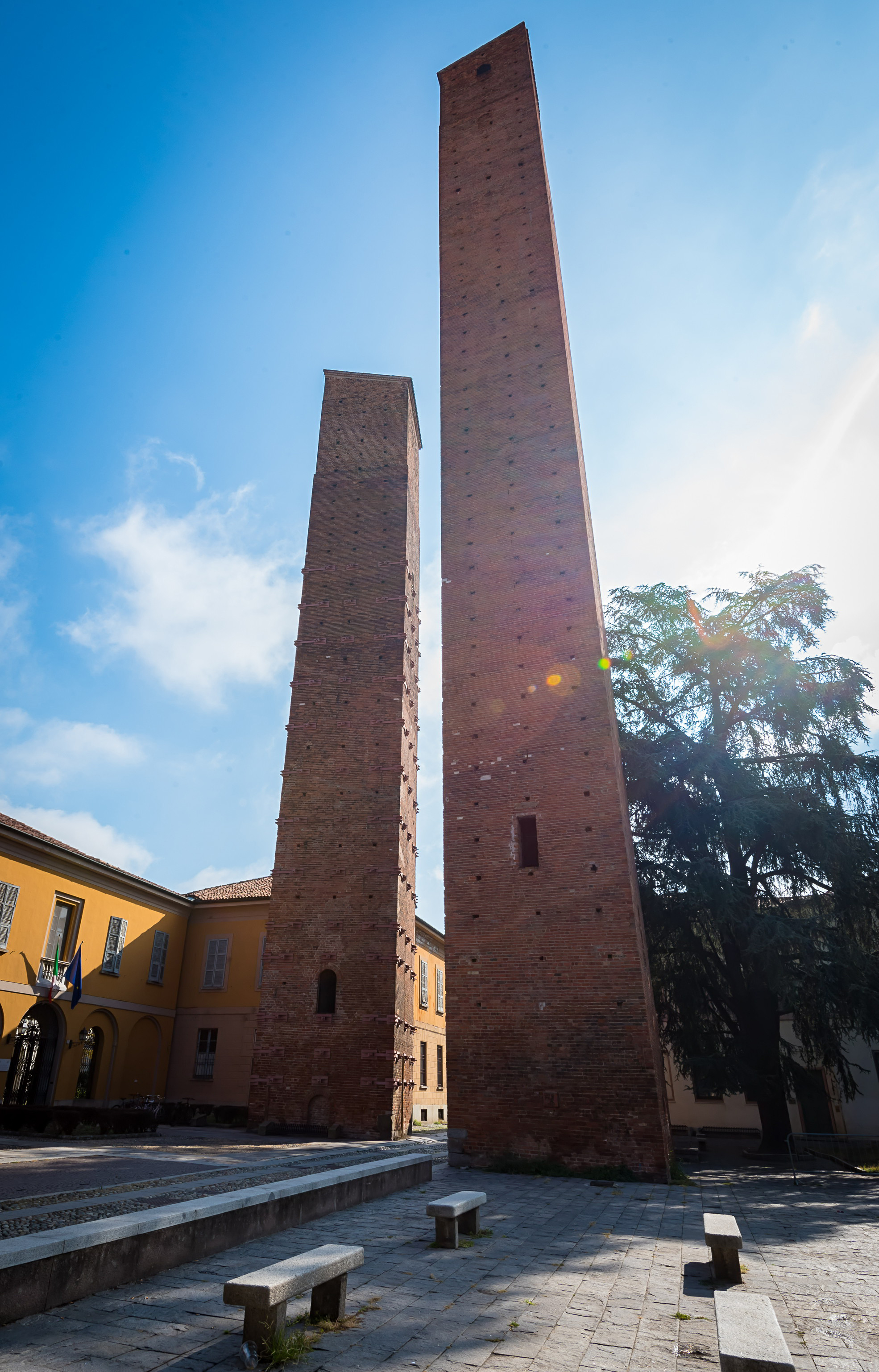
Torre del Maino.

La mayoría de las torres se construyeron en las esquinas de los bloques en que se dividía Pavía, a menudo flanqueadas por una bóveda, que garantizaba a la estructura el efecto de contraempuje. Dentro de las primeras murallas urbanas (Pavía a finales del siglo XII tenía tres círculos de murallas, el primero de los cuales data de la época romana) la mayoría de las principales facciones urbanas tenían palacios y casas cerca unos de otros, para simbolizar la política y social solidario del núcleo, estos edificios estaban flanqueados por una torre, mientras las mismas familias gozaban del patrocinio de al menos una, o incluso más, de las iglesias del barrio. Un caso emblemático es la torre, aún hoy existente, aunque reducida en altura, de la torre de la familia Pavese de Catassi, ubicada en la esquina entre piazza della Posta y via Galliano, cerca de la cual se encontraban, además de las casas de la familia. grupo, también las iglesias de San Juan de los Catassi y San Jorge de los Catassi. A menudo, las mismas familias hicieron construir artefactos similares, de menor tamaño, en sus granjas y posesiones en el campo, como los Torti, quienes en Porta Pertusi (basado en las estimaciones de 1254) controlaban un distrito, donde de hecho estaban las iglesias de Santa Onorata dei Torti y Santa Maria dei Torti, mientras que en el campo ostentaban la alquería fortificada de Torre de 'Torti, mencionada por primera vez en 1259 y aún existente en la actualidad.

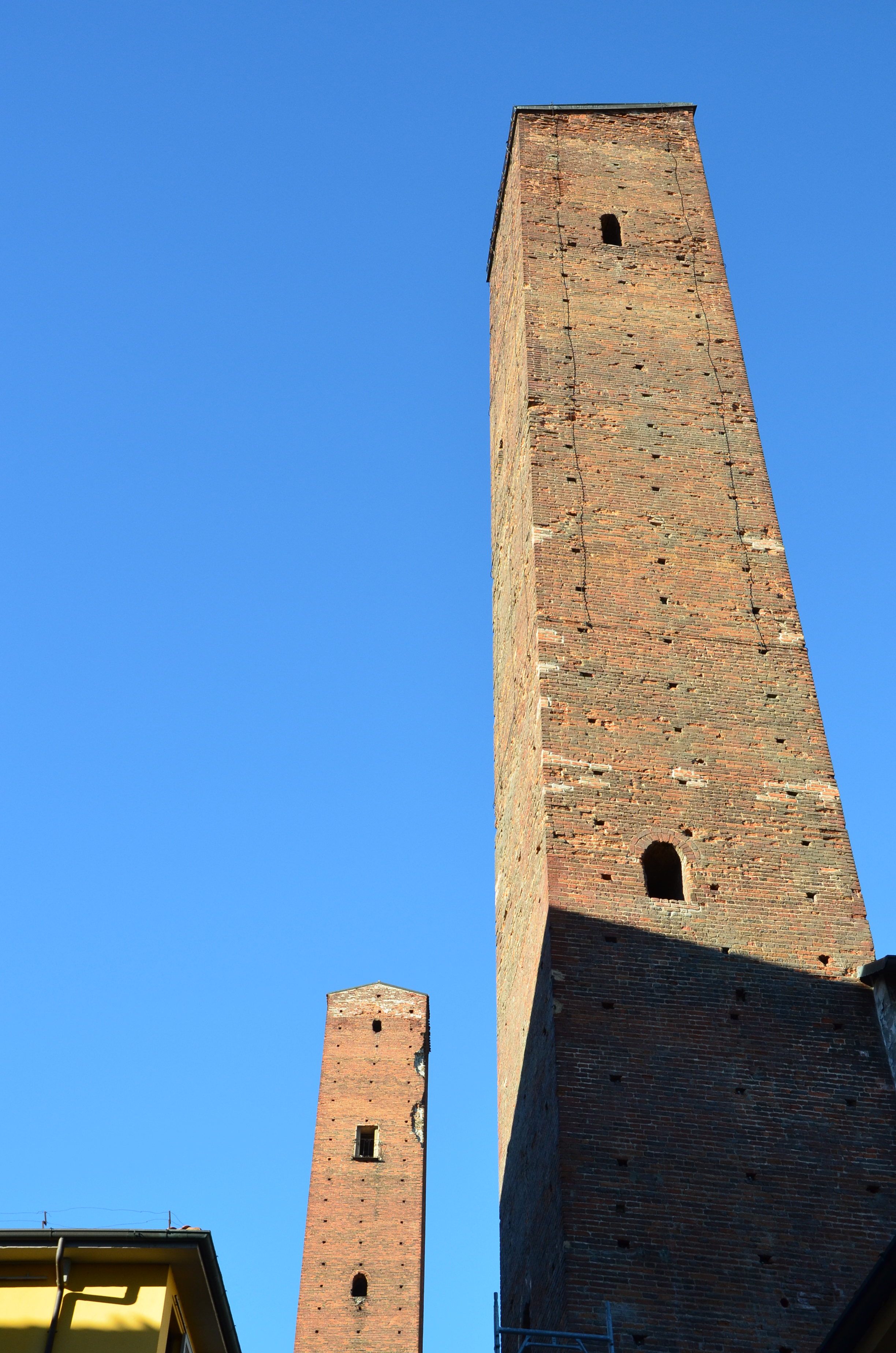
Torres de via Luigi Porta.

Con la afirmación del señorío Visconti durante el siglo XIV, el valor simbólico de las torres perdió sentido, tanto que muchas de ellas se redujeron en altura, mientras que la parte terminal de otras se transformó en una logia. Los siglos siguientes vieron la decadencia del modelo de construcción; preocupaciones relacionadas con la estabilidad de los edificios, especialmente entre los siglos XVII y XVIII, decretaron el derribo o derribo de la mayoría de ellos. Pavía, iglesia de San Teodoro, vista de Pavía, detalle (hacia 1522) se pueden ver algunas de las numerosas torres aún presentes en la primera mitad del siglo XVI. Las torres nobles presentes en Pavía, según la documentación histórica e iconográfica, debieron ser unas 65, de las que se conservan una veintena.

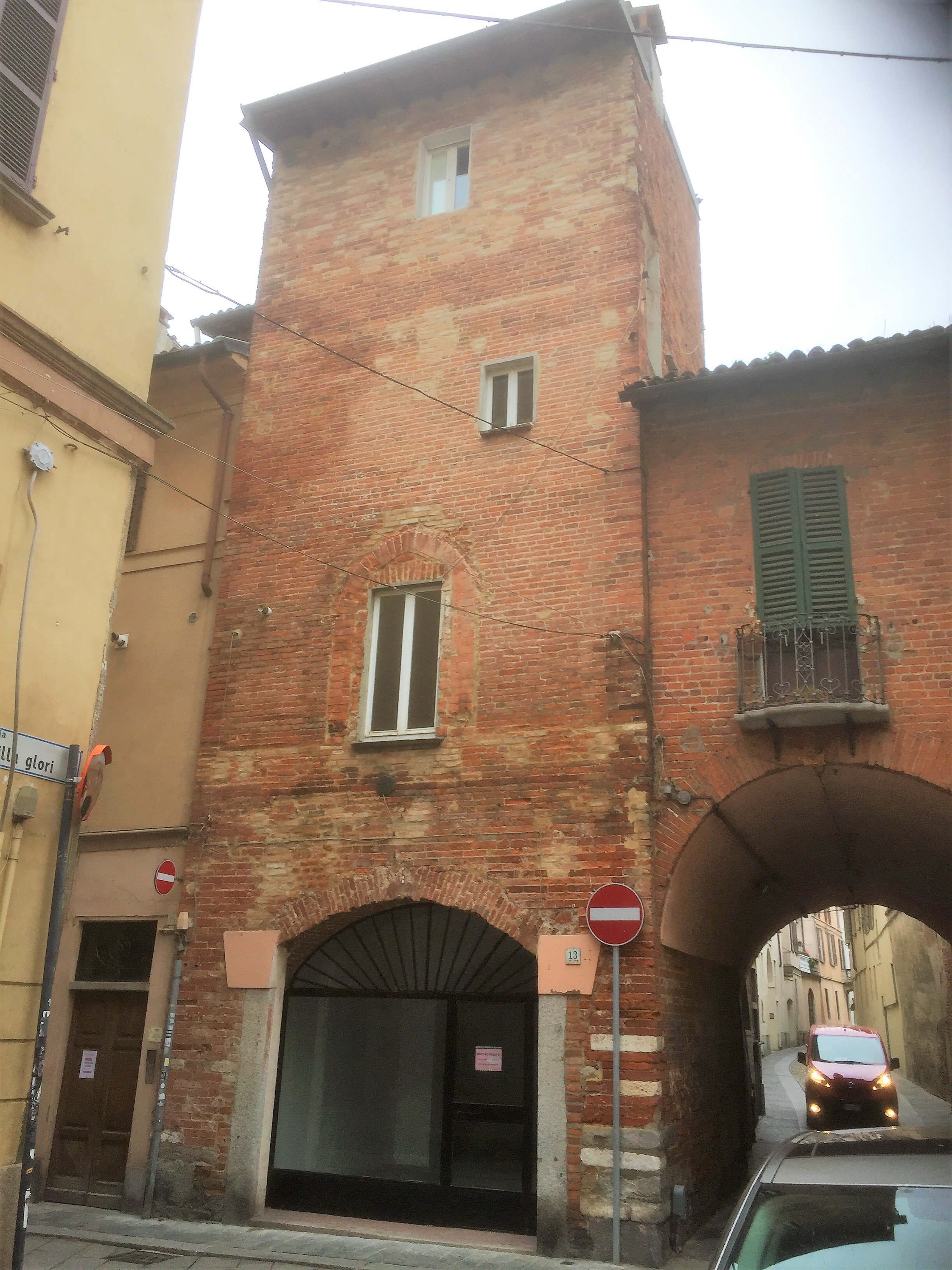
Torre de via Sant'Ennodio, esquina Corso Garibaldi.

## Arquitectura
Las impresionantes torres nobles supervivientes están construidas sobre un macizo bloque de cimentación, formado por guijarros de río aglutinados con argamasa, de más de 2 metros de altura. Se trata de edificios de planta cuadrada, largos, de una media de 5 metros por lado (aunque tenemos ejemplos de torres de mayor tamaño). La base de las torres está reforzada con grandes piedras, a menudo engrosadas solo en las esquinas. Los materiales pétreos más utilizados son el granito, el gneis, la arenisca y, en menor medida, la caliza y, en particular, la caliza amonita veronesa, estos materiales suelen ser reutilizados, generalmente procedentes de construcciones de la época clásica. El fuste de las torres, por su parte, fue de ladrillo cara vista, colocado con una cuidada textura de mampostería y con unas dimensiones de unos 27,5 x 6,5 cm, para una altura de 13 cm. El espesor de los muros es de unos 2 metros, formados por una capa de conglomerado de guijarros, cal y cascotes, reforzado interiormente por cadenas de madera y encajado entre dos muros de ladrillo, técnica constructiva ya ilustrada por Vitruvio. Los vanos de las torres son raros, de hecho, además de los pontones, solo quedan pequeñas ventanas de una sola ojiva, mientras que el acceso se permitía generalmente a través de puertas ubicadas en los pisos superiores y conectadas con los edificios adyacentes. Aunque la mayoría de las torres nobles son ahora reducidas en altura, tanto que la mayoría de ellas se equiparan al nivel de las casas y palacios cercanos, todavía hoy algunos edificios de considerable altura se destacan contra el cielo de Pavía, como el Maino. torre, de 51 metros de altura, o la torre de San Dalmazio (41 metros), auténticos rascacielos para la época.

## Lista de torres sobrevivientes
- Torre de la Universidad, Plaza Leonardo da Vinci.[9]
- Torre del Reloj, Plaza Leonardo da Vinci.
- Torre del Maino, Plaza Leonardo da Vinci.
- Torre de San Dalmazio, Via Luigi Porta.
- Torre Belcredi, vía Luigi Porta.
- Torre de Santa Mostiola, Via Luigi Porta.
- Torre dei Catassi, esquina de Piazza della Posta- Via Galliano.
- Torre de Casa Beccaria May entre Piazza Borromeo y Via San Giovanni in Borgo.
- Torre de la Plaza Borromeo.
- Torre de Via Scarpa, esquina de Via Pedotti.
- Torre de Via Capsoni.
- Torre de via della Rocchetta, esquina de Via Capsoni.
- Torre de Via Sant'Ennodio, esquina con Corso Garibaldi.
- Torre (solo base) de Via Ressi, esquina de Via Corridoni.
- Torre de Via Siro Comi, esquina con Corso Garibaldi.

- Torre de Via Mentana, esquina de Via Galliano.
- Torre de Via Sacchi, esquina de Via Spallanzani.
- Torre degli Aquila, Strada Nuova.
- Torre de Via dei Liguri, esquina de Vicolo del Torrione.
- Torre de Via Pessani, esquina de Via Maffi.
- Torre de Via Frank, esquina de Via Cardano.
- Torre Vicolo Novaria.
- Restos de dos torres en un sótano en Via Luigi Porta.